# Marchiai Szent Jakab
Marchiai Jakab (Giacomo delle Marche) katolikus nevén Marchiai Szent Jakab (Monteprandone, kb. 1391 – Nápoly, 1476. november 28.) ferences szerzetes, népszónok, inkvizítor. XIII. Benedek pápa 1726-ban szentté avatta. 

## Élete

### Fiatalkora
Egy Gangala nevű szegény család gyermekeként született  az 1390-es évek elején. A keresztségben a Dominic (Domonkos) nevet kapta. 
A legenda szerint  hatéves korában rábíztak egy nyájat, hogy őrizze, viszont egy farkas naponta többször a nyájat szétkergette, ellenben ártani nem ártott nekik. Ezt Domonkos hozzátartozói fantáziálásnak tartották, valamint annak, hogy igazából a pásztori szolgálat alól akar menekülni. Egyik nap emiatt Domonkos megszökött, s egy közeli településen Offidában keresett menedéket egy rokonánál, aki pap volt. A rokon befogadta, s a taníttatásáról is gondoskodott. Később Ascoliba került, ahol több egyházi iskola is működött.
1404 körül került Perugiába, ahol jogi és orvosi tanulmányokat kezdett el. 1414-től egy perugiai nemes mellett jegyzői feladatokat lát el. Ez idő alatt több hónapig Firenzében és Bibbiénában él, ahol közelebbi ismeretségbe kerül a ferencesekkel. 1415 nagypéntekjén döntött véglegesen amellett, hogy ferences szerzetes lesz.

### Pápai követként és inkvizítorként
A Santa Maria degli Angeli nevű marchiai kolostorban 1415-ben belépett a ferences rendbe. Első fogadalmát 1416. augusztus 1-jén tette le, és ekkor kapta szerzetesi névként a Jakab (Giacomo) nevet, és ferences szokás szerint nevéhez csatolták származási helyét: így lett Marchiai Jakab (Giacomo Marche).
A noviciátus után elöljárói Firenzébe küldték tanulni, ahol Sienai Szent Bernardin és Kapisztrán Szent János voltak a nevelői. Örökfogadalmát is itt tette le, valamint itt szentelték pappá 1423-ban. Fő feladatának a prédikációt tartotta. Papszentelése utáni első években Toszkána, Umbria és Marchia környékén szolgált, majd a következő 12 évben külföldön látott el prédikátori feladatokat. Az obszerváns irányzatot követve küzdött a fraticellik ellen. Részt vett a ferences rend reformjában.
1430-ban Csehországba ment a husziták elleni küzdelemben.
1432-ben A Pápai Tanács inkvizítorként Boszniába küldte. Itt oly szigorúsággal járt el, hogy az uralkodó kiutasította az országból.
1433-ban Bolognában IV. Jenő pápától „hivatalos prédikátor” címet kapott. Eretnekellenes akciója Boszniától Magyarországig terjedt, előbbiben a bogumilok ellen, utóbbiban a Csehországból menekülő husziták ellen prédikált.
1434-ben  vagy 1436-ban  a pápa Ausztria és Magyarország inkvizítorává nevezte ki, széles jogkörrel ruházta fel, és lehetővé tette számára, hogy új kolostorokat alapítson ezen vidékeken.
A fellépése ellenállást váltott ki még a magyar papság részéről is.
Bácsi Simon pécsi kanonok, a déli részek főesperese egyházi átokkal sújtotta öt, s az átkot Újlakon (Ilok) ki is hirdettette. Az eddig mindenhol győzedelmeskedő inkvizítort, a pápa meghatalmazott követét megszégyenítették és elűzték.
1436 májusában Lépes György sürgette őt, hogy menjen Erdélybe, mert egyházmegyéjében a huszita prédikátorok sok embert térítettek meg a hitükre. Marchiai Jakab tevékenysége aztán hozzájárult az erdélyi parasztfelkelés kirobbanásához.
1437-ben Zsigmond császár törökök elleni keresztes hadjáratáról prédikált. 1438-ban a firenzei Ferrara Tanáccsal segített összehozni a nyugati és a keleti egyházakat, majd visszatért Magyarországra. 
V. Miklós pápa, III. Kallixtusz pápa és IV. Jenő pápa megbízásából keresztes hadjáratot hirdetett Németországban, Lengyelországban és Magyarországon is. 1438-ban Magyarországra érkezett, és részt vett az 1439. május 23-án kitört népmozgalom lecsendesítésében, „akit a nép azzal kergetett el, hogy »az Isten is velünk van«.” Feljegyzések szerint alapos és radikális eljárást alkalmazott a huszita eretnekek felderítésére. Az elhunyt személyek után is nyomozást indított, s ha kiderült valakiről, hogy életében eretnek volt, úgy a tetemet kihantolta és máglyán megégette.
1439 augusztusában bebörtönözte Újlaki Bálintot, aki elsőként fordította magyarra a Bibliát (→ Huszita Biblia).
1440-ben Közép- és Észak-Európa sok városban prédikált, köztük Osimóban, Loretóban és Padovában is. 1441-ben a fraticellik ellen volt inkvizítor. A szentség színlelésével Marchiai Jakab a fraticellikat a viselkedésbeli képmutatással és titkolt szexuális eltévelyedésekkel vádolta. A közreműködésével az „eretnekek” házait felgyújtották, a visszaesőket máglyára küldték, másokat visszatérítettek a „helyes hit”re vagy száműzték őket.
1443-ban IV. Jenő apostoli nunciussá nevezte ki.
1444-ben egy ritka esemény történt: három nap pihenőt tartott egy kis kolostorban a Trasimeno-tónál, ahol csatlakozott hozzá Kapisztrán János és Sienai Bernardin is, aki a következő hónapban meghalt.
III. Kallixtusz pápa alatt 1455-ben választottbírónak nevezték ki a konventuálisok és az obszervánsok közötti vitás kérdésekben. Döntését 1456. február 2-án tették közzé egy pápai bullában, amely egyik félnek sem tetszett.
Kapisztrán János halálakor, 1456-ban Magyarországra küldték, mint annak utódjaként. Boszniában a bogumilok ellen mint inkvizítor működött, majd a váradi egyházmegye területén prédikált a husziták ellen. Erdélyt és Csanád megyét igehirdetőként járta végig. Ebből az időből maradt fenn a legrégebbi Magyarországon ismert ülőbútor, mely az ő karosszéke volt a hagyomány szerint.
1458-ban visszatért Itáliába, s onnantól kezdve csak ott tevékenykedett. Piusz pápa meghívására részt vett az 1459-es mantovai zsinaton, amelyet a török elleni keresztes hadjárat kiírására hívtak össze. 
A pápa felajánlotta neki a milánói érsekséget, de nem fogadta el. Nápolyban halt meg 1476. novemberében.

## Tisztelete
Egész életében fáradhatatlanul dolgozott a katolikus egyház és a ferences rend sikeréért. Közép-Európában kolostorokat alapított.  
Bár a hívők már életében is szentnek tartották, a hivatalos szentté avatása csak 250 évvel később történt meg. 
1624-ben VIII. Orbán pápa boldoggá, 1726-ban pedig XIII. Benedek pápa szentté avatta. Katolikus liturgikus emléknapja november 28.
Nápoly, Monteprandone és Mantua társvédnöke.
Olaszországban két plébániát neveztek el róla: Ascoli Picenóban és Porto d'Ascoliban.
Mumifikálódott testét a nápolyi Santa Maria la Nova templomában őrizték 2001-ig, amikor is átvitték szülővárosa, Monteprandone ferences kolostorának templomába.

## A karosszéke
A nevéhez kötődik a legrégebbi ismert magyarországi ülőbútor, mely egyben az egyetlen megmaradt hazai gótikus karosszék a 15. század második feléből. A háttámlájára ragasztott, 1846-os latin nyelvű felirat szerint Marchiai Szent Jakab O.F.M. pápai követé volt, aki egy ideig a szegedi rendház guardiáni funkcióját is ellátta. A karosszék lécvázas szerkesztéssel készült, és ereklye voltának köszönhetően maradt fenn. Rudakkal összekötött, négy hasábos lábon áll, amelyeken jól láthatóak a toldások, amelyekkel feltehetően Marchiai Jakab 1726-os szentté avatása alkalmával magasíthatták meg. Háttámlája enyhén hátradől, és két részből áll: egy téglalap alakú, sima lapból, illetve az alatta levő zegzugmintás szegélylécből. A vízszintes kartámasztók alatt áttört - váltakozó rozetta és balluszteridom - díszítés található. Őrzési helye a Szeged-Alsóvárosi Ferences Templom.